# Policía Judicial de España
Según el artículo 126 de la Constitución española, la Policía Judicial de España depende de los jueces, de los tribunales y del Ministerio Fiscal en sus funciones de averiguación del delito y descubrimiento y aseguramiento del delincuente, en los términos que la ley establezca (generalmente, la Ley de Enjuiciamiento Criminal).
Tanto el Cuerpo Nacional de Policía con la Comisaría General de Policía Judicial, como la Guardia Civil con la Jefatura de Policía Judicial poseen en sus estructuras varias unidades orgánicas de policía judicial, así como unidades adscritas a juzgados y tribunales. Las policía autonómica que tienen competencias para ello también tienen estas unidades orgánicas dentro de sus estructuras. 
Por otra parte, y aunque en la Ley Orgánica 2/86 de 13 de marzo de fuerzas y cuerpos de seguridad se otorga como competencia exclusiva las materias de policía judicial a los cuerpos nacionales (Guardia Civil y Policía Nacional), en los últimos años algunos cuerpos de policía local también desempeñan funciones de policía judicial, adaptando su función a las necesidades sociales y a la nueva estructura territorial y política de España. En esta última década, la asunción de competencias de las comunidades autónomas, en cuanto a la formación y medios materiales de las Policías locales, ha hecho que muchos de estos cuerpos policiales se entiendan directamente con Jueces y Fiscales, en aplicación de la legislación vigente, y tengan unidades adscritas a esas autoridades.
Asimismo, el Servicio de Vigilancia Aduanera de la Agencia Tributaria realiza tareas de policía judicial en virtud de lo dispuesto en Ley Orgánica de Represión del Contrabando; según la cual en la investigación, persecución y represión de los delitos de contrabando, actuará en coordinación y colaboración con todas las Fuerzas y Cuerpos de Seguridad del Estado. 
En este sentido; según las vigentes Ley de Enjuiciamiento Criminal (art.283) y Ley de Montes (art. 6q); los Cuerpos de Agentes forestales, con independencia de la Administración Pública a que pertenezcan (nacional, autonómica o municipal) y en el ámbito de sus atribuciones medioambientales, son Policía Judicial en sentido genérico, actuando de forma auxiliar de los jueces, tribunales y del Ministerio Fiscal, de manera coordinada con las Fuerzas y Cuerpos de Seguridad, con respeto a las facultades de su legislación orgánica reguladora.